# Eurithia fucosa
Eurithia fucosa là một loài ruồi trong họ Tachinidae.